# José Jordán de Urriés Azara
José Jordán de Urríes y Azara (Zaragoza, 17 de abril de 1868 - 3 de noviembre de 1932) fue un filósofo español.

## Biografía
De familia noble aragonesa, era hermano del marqués de Ayerbe. Estudió con los jesuitas en Zaragoza y posteriormente filosofía en la Universidad de Zaragoza, en la facultad de Filosofía y Letras, y se doctoró en Madrid, en 1894, con la tesis Teorías sobre la belleza y el arte en las obras filosóficas de Cicerón y Séneca. A partir de 1895 trabajó como profesor auxiliar en la Universidad de Zaragoza y en 1900 en la de Madrid. En junio de 1902 consiguió la cátedra de teoría de la literatura y de las artes en la Universidad de Barcelona. En Barcelona también alcanzó la cátedra de psicología superior. En 1912 ingresó en la Academia de Buenas Letras de Barcelona y en 1919 en la Academia provincial de Bellas Artes.
En febrero de 1919 consiguió la cátedra de estética en la Universidad Central de Madrid, que ocupó hasta su muerte. En 2002 sus herederos dieron su biblioteca a la Universidad Complutense de Madrid.

## Obra
Hablaba inglés y alemán, y fue muy activo en Alemania, donde daría diversas conferencias y participó en varios congresos. Colaboró de 1921 a 1930 con la revista Zeitschrift für Aesthetik, publicada en Stuttgart, y en la Revista de Occidente. Su obra fundamental es Resumen y Teoría General del Arte, que comenzó a publicar en 1930. Entre sus traducciones destaca Orgullo y prejuicio de Jane Austen y las poetisas griegas Safo y Erina.
- Autos sacramentales de Don Pedro Calderón de la Barca. Discurso leído en el Círculo de San Luis el día 16 de marzo del presente año [...] con un prólogo de D. Salvador Morales, Tipografía de E. Casañal y Cía., Zaragoza, 1889.
- Los poetas aragoneses en tiempos de Alfonso V. Discurso leído el 15 de octubre el presente año en la sesión que la Academia de San Luis Gonzaga dedicó al Congreso Católico de Zaragoza, Est. Tipográfico de La Derecha, Zaragoza,1890.
- Teorías sobre la belleza y el arte en las obras filosóficas de Cicerón y Séneca, Establecimiento Tipográfico de "La Derecha", Zaragoza 1894, 71 págs.
- Biografía y estudio crítico de Jáuregui, Real Academia Española, Madrid 1899 (Est. Tipográfico Sucesores de Rivadeneyra), VII+273 págs.
- Apuntes de teoría de la literatura y de las artes, Antonio Cleries, Barcelona 1912. 2ª ed.: Edit. Barcelonesa, Barcelona 1919, 411 págs.
- El arte según las escuelas actuales y los escritores contemporáneos, Barcelona s.a. (Tip. La Académica), 46 págs.
- Estudio sobre Teorías de las Artes, Bosch, Barcelona 1936, 308 págs.
- La contemplación del arte y la evolución artística. Estudios sobre Teoría General del Arte, Bosch, Barcelona 1943, 318 págs.
- Orgullo y prejuicio, traducción de Jane Austen publicado por primera vez en dos volúmenes por la Editorial Calpe en la Colección Universal (1924) y luego reeditada por Espasa-Calpe en la Colección Austral nº 1066, Madrid 1976, 240 págs.